# البسمجية
البَسْمَجِيَّةُ (بالأزبكية: بسمه‌جی‌لک؛ والبسمجي معناه قاطع الطريق) حركة مقاومة اشعلت انتفاضة طويلة الأمد ضد الحكم الإمبراطوري الروسي والسوفياتي من قبل الشعوب الإسلامية في آسيا الوسطى. تعود جذور الحركة إلى الاحتجاجات العنيفة ضد التجنيد عام 1916، والتي اندلعت عندما بدأت الإمبراطورية الروسية بتجنيد المسلمين للخدمة العسكرية خلال الحرب العالمية الأولى. في الأشهر التي أعقبت ثورة أكتوبر عام 1917، استولى البلاشفة على السلطة في أجزاء كثيرة من الإمبراطورية الروسية وبدأت الحرب الأهلية الروسية. حاولت الحركات السياسية الإسلامية التركستانية تشكيل حكومة مستقلة في مدينة قوقند في وادي فرغانة. ثم شن البلاشفة هجومًا على قوقند في فبراير عام 1918 وارتكبوا مذبحة كبرى تصل إلى 25000 ضحية. ازداد الدعم لحركات البسمجية إثر المذبحة، فشنت هذه الحركات حرب عصابات وحربًا تقليدية، سيطرت من خلالها على أجزاء كبيرة من وادي فرغانة وجزء كبير من تركستان. ومن بين قادة الجماعة البارزين كان أنور باشا، ومن بعده إبراهيم بِك.
تقلبت حظوظ الحركة اللامركزية خلال أوائل عشرينيات القرن العشرين، ولكن بحلول عام 1923، تعاملت حملات الجيش الأحمر المكثفة مع الهزائم العديدة للبسمجيين. وبعد الحملات الكبرى للجيش الأحمر والتنازلات فيما يتعلق بالممارسات الاقتصادية والإسلامية في منتصف عشرينيات القرن العشرين، تراجعت الحظوظ العسكرية للبسمجيين وتراجع الدعم الشعبي. اندلعت المقاومة ضد الحكم الروسي والقيادة السوفياتية مرة أخرى، لكن بدرجة أقل، ردًا على حملات التنظيم الجماعي في مرحلة ما قبل الحرب العالمية الثانية.

## تأثيل الاسم
إن مصطلح «بسمجي» يعود لأصل أزبكي ويعني «قطاع الطرق» أو «اللصوص»، ويُحتمل أنه اشتُق من كلمة «Baskinji» التي تعني «المهاجم». استخدم الروس هذا المصطلح لوصف مقاتلي المقاومة في آسيا الوسطى، والذي استخدم على نطاق واسع في جميع أنحاء المنطقة للإشارة إليهم، في محاولة لإقناع الرأي العام بأن المقاتلين ليسوا أكثر من مجرمين.

## الخلفية
قبل الحرب العالمية الأولى، كانت تركستان الروسية محكومة من قبل طشقند على أنها كراي أو حاكم عام. إلى الشرق من طشقند، كان وادي فرغانة منطقة متنوعة عرقيًا ومكتظة بالسكان مقسمة بين المزارعين المستقرين (غالبًا ما يطلق عليهم السارت) والرُحل (معظمهم من القيرغيز). وحولت المنطقة إلى منطقة رئيسية لزراعة القطن تحت الحكم الروسي. وأدى التطور الاقتصادي إلى جلب بعض الصناعات الصغيرة إلى المنطقة، ولكن عمال المتاجر المحليين كانوا أسوأ من نظرائهم الروس، وانتشرت الثروة الجديدة من القطن بشكل غير متساو. بشكل عام، لم تتحسن مستويات المعيشة، بل أصبح العديد من المزارعين مثقلين بالديون. وتنظم العديد من المجرمين ضمن عصابات، وشكلوا الأساس لحركة البسمجية المبكرة التي بدأت في وادي فرغانة.
أدى تحديد أسعار القطن خلال الحرب العالمية الأولى إلى تفاقم الأمور، وسرعان ما تطورت بروليتاريا ريفية كبيرة لا تملك أرضًا. وقد استنكر رجال الدين المسلمين القمار وإدمان الكحول الذي أصبح أمرًا شائعًا، وارتفع معدل الجريمة بشكل كبير. 
اندلعت أعمال عنف كبيرة في تركستان الروسية في عام 1916، عندما أنهت الحكومة القيصرية إعفاء المسلمين من الخدمة العسكرية. تسبب هذا في ثورة آسيا الوسطى عام 1916، التي تركزت في قزاقستان وأزبكستان الحديثة، من ثم اخمدتها الأحكام العرفية. أدت التوترات بين سكان آسيا الوسطى (وخاصة القزاقيين) والمستوطنين الروس إلى مذابح كبيرة على كلا الجانبين. مات الآلاف وفر مئات الآلاف، معظمهم إلى جمهورية الصين المجاورة. كانت ثورة آسيا الوسطى عام 1916 أول حادثة واسعة النطاق تناهض روسيا في آسيا الوسطى، وقد مهدت الطريق للمقاومة المحلية بعد سقوط القيصر نيقولا الثاني في العام التالي.
كان قمع التمرد عبارة عن حملة إبادة متعمدة ضد القبائل القزاقية والقرغيزية من قبل الجنود والمستوطنين الروس. قُتل أو طُرد مئات الآلاف من القزاقيين والقرغيزيين. وتعود جذور التطهير العرقي إلى سياسة الحكومة القيصرية المتمثلة في التجانس العرقي.

## الحكم الذاتي لقوقند وبدء الأعمال العدائية
في أعقاب ثورة فبراير عام 1917، بدأت القوى السياسية الإسلامية تتنظم. وشكل أعضاء المجلس الإسلامي لعموم روسيا مجلس شورى الإسلام (المجلس الإسلامي)، وهو هيئة تابعة للجديدين سعت إلى دولة فدرالية ديمقراطية تتمتع بالاستقلال الذاتي للمسلمين. وشكل علماء الدين الأكثر تحفظًا مجلس Ulema Jemyeti (مجلس العلماء)، الذي يهتم أكثر بحماية المؤسسات الإسلامية وحكم الشريعة. شكل القوميون المسلمون تحالفًا معًا، لكنه انهار بعد ثورة أكتوبر، عندما قدم الجديدون دعمهم للبلاشفة الذين استولوا على السلطة. رفض اتحاد نواب الجنود والعمال في طشقند، وهي منظمة يهيمن عليها عمال السكك الحديدية الروس والبروليتاريون الاستعماريون، مشاركة المسلمين في الحكومة. بعد تأثرهم بهذا التأكيد الواضح على الحكم الاستعماري، اجتمع مجلس شورى الإسلام مع مجلس العلماء لتشكيل حكومة قوقند المتمتعة بالحكم الذاتي. وكانت هذه نواة لدولة مستقلة في تركستان، تحكمها الشريعة الإسلامية.
اعترفت طشقند السوفياتية في البداية بسلطة قوقند، لكنها حصرت سلطتها القضائية ضمن القسم الإسلامي القديم من طشقند، وطالبت بالقرار النهائي فيما يتعلق بالشؤون الإقليمية. بعد أعمال الشغب العنيفة في طشقند، انهارت العلاقات، وعلى الرغم من الميول اليسارية للعديد من أعضائها، انضمت قوقند إلى الحركة البيضاء. وبدأت الحكومة الإسلامية، الضعيفة سياسيًا وعسكريًا، بالبحث عن الحماية. وتحقيقًا لهذه الغاية، صدر العفو عن مجموعة من اللصوص المسلحين بقيادة إرغاش باي وجُندوا للدفاع عن قوقند. ومع ذلك، لم تتمكن هذه القوة من مقاومة هجوم قوات طشقند السوفياتية على قوقند. في فبراير عام 1918، نهب جنود الجيش الأحمر والأرمن الطاشناق مدينة قوقند، وارتكبوا ما وصف بأنه «بوغروم – مذبحة مدبرة»، قُتل فيها ما يصل إلى 25000 شخص. أثارت هذه المجزرة حنق السكان المسلمين، إلى جانب إعدام العديد من فلاحي فرغانة المشتبه بتخزينهم القطن والطعام. حمل إرغاش باي السلاح ضد السوفييت، معلنًا نفسه «القائد الأعلى للجيش الإسلامي»، وبدأ تمرد البسمجيين بشكل جدي.
في غضون ذلك، أطاحت القوات السوفياتية مؤقتًا سيد أمير عالم خان من بخارى لصالح فصيل الشباب البخاريين اليساريين بقيادة فايز الله خوجاييف. صد أهل بخارى القوات الروسية بعد فترة من النهب، واحتفظ الأمير بعرشه في ذلك الوقت. في خانية خيوة، أطاح زعيم البسمجيين جنيد خان بالدمية الروسية وقمع حركة التحديث لشباب الخيوة اليساريين.